# Wilhelm von Bäumlein

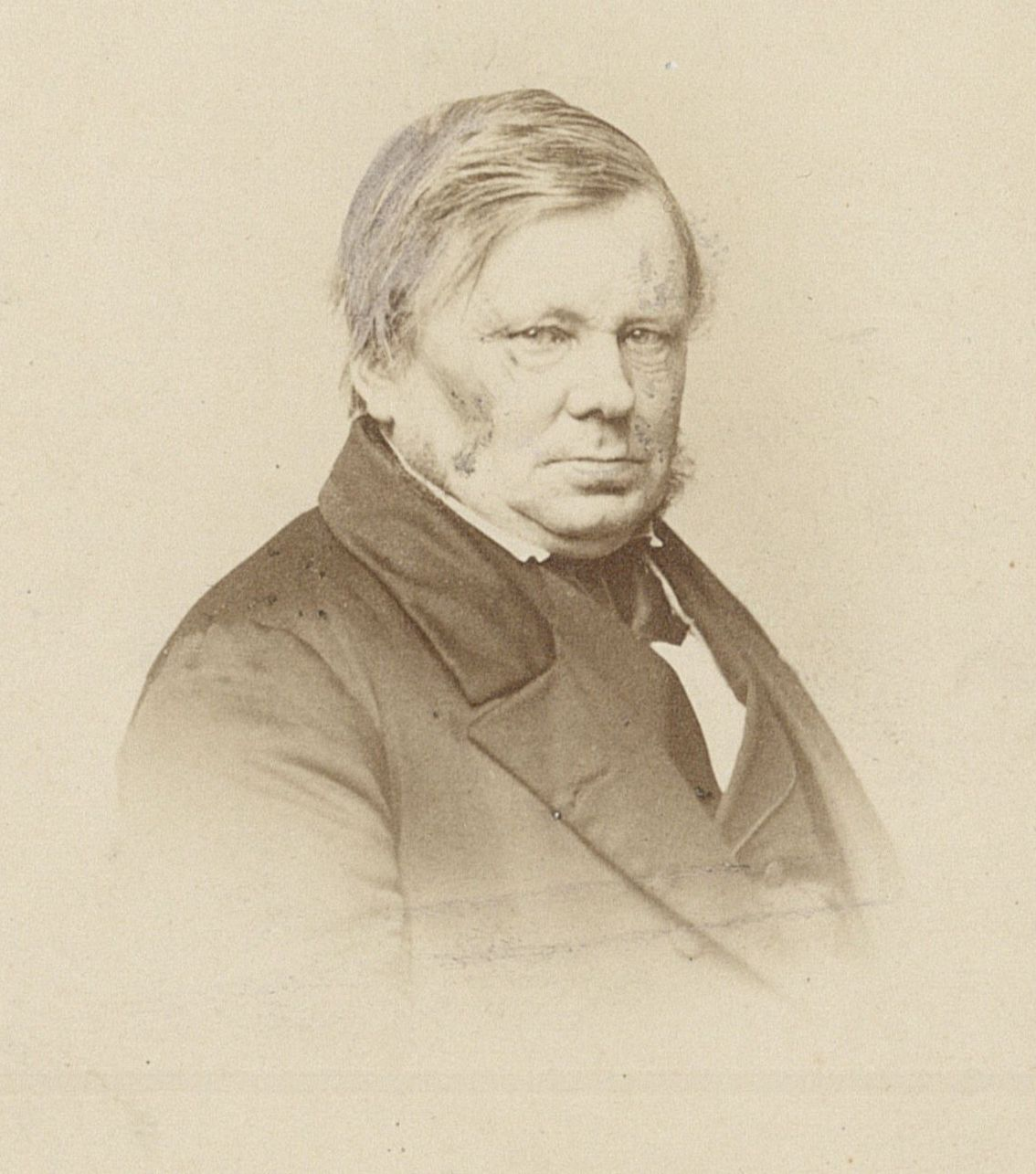
Wilhelm von Bäumlein, Foto von Friedrich Brandseph

Wilhelm Bäumlein, ab 1854 von Bäumlein, (* 23. April 1797 in Langenburg; †  24. November 1865 in Maulbronn) war ein württembergischer evangelischer Theologe, Philologe (Gräzist) und Lehrer. 

## Leben
Bäumlein war 1820 Präceptor in Langenburg, 1827 Professor in Biberach, 1835 in Heilbronn, 1840 am Evangelischen Seminar Maulbronn, wo er 1845 Ephorus wurde.
Bäumlein veröffentlichte vor allem zur griechischen Grammatik (Alphabet, Modi, Partikeln).
Bäumlein wurde 1854 mit dem Ritterkreuz des Ordens der Württembergischen Krone ausgezeichnet, womit die Erhebung in den persönlichen Adel verbunden war. 